# 亨里克一世 (下西里西亞)

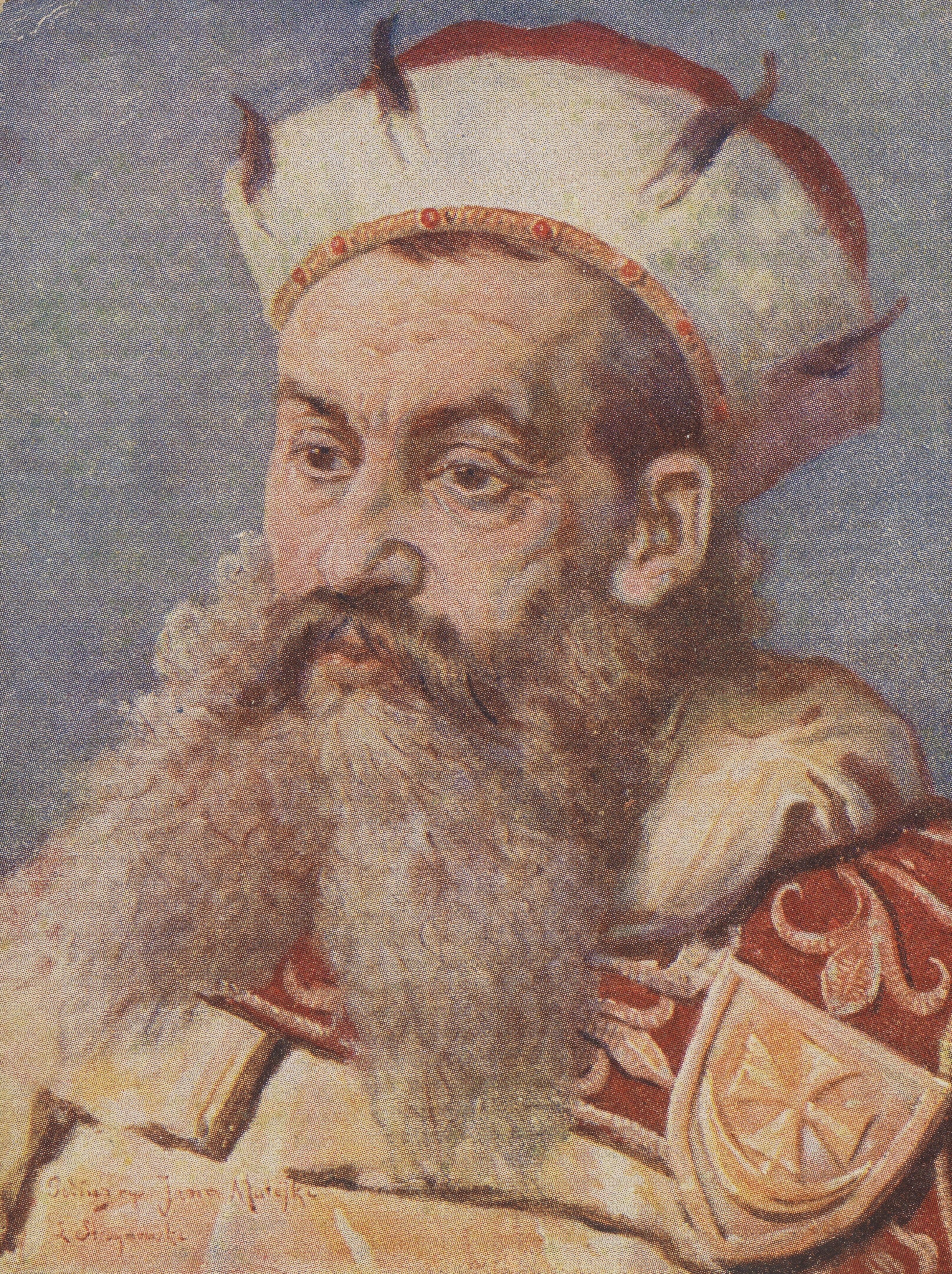
亨里克一世

亨里克一世（大胡子）（波蘭語：Henryk Brodaty，1165年/1170年—1238年3月19日），波蘭皮亞斯特王朝下西里西亞公爵（1201年－1238年）及波蘭最高的公爵克拉科夫大公（1228年－1229年）及（1232年－1238年）。

## 生平
亨里克一世是西里西亞公爵「高個子」波列斯瓦夫一世與第二任妻子克里斯蒂娜（Christina）的第四子，屬於皮雅斯特西里西亞系成員。當1201年父親辭世時，由於亨里克一世的三位兄長波列斯瓦夫（Bolesław）、康拉德（Konrad）與揚（Jan）已先行離世，而唯一的異母兄奧波萊公爵雅羅斯拉夫又在1198年反叛失敗後，被迫出家，受推選為弗羅茨瓦夫主教，於是亨里克一世就成為波列斯瓦夫一世唯一的繼承人，接替其父出任西里西亞公爵。
1202年初，亨里克一世的叔父上西里西亞公爵「跛子」梅什科一世打算拓展其勢力，以接收雅羅斯拉夫原本領有的奧波萊公國，因而發動戰爭試圖從亨里克一世手上將這個公國奪取過來。不過，由於受到格涅茲諾大主教亨里庫斯·基特利茨與弗羅茨瓦夫主教西普里安的阻撓，因此上西利西亞公爵梅什科一世才沒有繼續進軍，亨里克一世才勉強維持弗羅茨瓦夫公國。
1202年3月13日，波蘭大公梅什科三世辭世，為了爭奪大公寶座，波蘭的皮亞斯特王公們分裂成兩個陣營：一派是上西利西亞公爵「跛子」梅什科一世、大波蘭公爵「細腿」瓦迪斯瓦夫三世；另一派則是桑多梅日公爵「白公爵」萊謝克一世、其弟馬佐夫舍公爵康拉德一世與瓦迪斯瓦夫·奧登尼茨。在這場大公寶座爭奪戰中，亨里克一世並不因為其叔梅什科一世為其中一派的領袖，而選擇站到其對立面，他反而是置身事外地保持了中立態度。
由於亨里克一世的中立，這也使得他成為交戰各方拉攏的對象。瓦迪斯瓦夫三世在1206年喪失波蘭大公及克拉科夫公爵之後，便向亨里克一世提議，以其所領大波蘭公國的卡利什，換取亨里克一世治下的盧布斯卡。亨里克一世由於盧布斯卡此時正為盧薩提亞領地伯爵康拉德二世所奪，因此接受了這次的領土交換，卻因此捲入了內戰之中。這是因為瓦迪斯瓦夫·奧登尼茨一直希望能從其叔父瓦迪斯瓦夫三世手中繼承大波蘭公國及盧布斯卡，而其背後又有以格涅茲諾大主教亨里庫斯·基特利茨為首的波蘭教會當靠山。但瓦迪斯瓦夫三世不打算示弱，下令將瓦迪斯瓦夫·奧登尼茨與亨里庫斯·基特利茨放逐。由於亨里克一世初繼位時，曾受大主教的恩惠，此時卻又是瓦迪斯瓦夫三世的盟友，因此讓他十分為難。最後，亨里克一世決定將新換得的卡利什交給瓦迪斯瓦夫·奧登尼茨，加上瓦迪斯瓦夫三世未奪回盧布斯卡，這使得亨里克一世得不承受來自德意志的壓力(直到1210年，亨里克一世趁著盧薩提亞領地伯爵康拉德二世新亡之機，才趁機奪回盧布斯卡，並進佔盧薩提亞的古本鎮，這個地方一直統治至1218年)，於是他與瓦迪斯瓦夫三世的關係一時轉惡。
1210年，波蘭大公萊謝克一世垮台，「跛子」梅什科一世征服克拉科夫，並因此成為波蘭大公梅什科四世，不過梅什科四世卻未能穩定政局，內戰反而越演越烈。自流亡回歸的格涅茲諾大主亨里庫斯·基特利茨於是在博爾奇科瓦召集波蘭王公會議，亨里克一世、萊謝克一世、康拉德一世與瓦迪斯瓦夫·奧登尼茨等均出席商議解決之道。與其同時，缺席博爾奇科瓦會議的梅什科四世則趁機奪取克拉科夫，不過一年後，克拉科夫便重新為萊謝克一世奪回。此後，亨里克一世力促波蘭大公萊謝克一世與瓦迪斯瓦夫三世之間達成和平，三位波蘭王公因此自1217年以後的幾年間，始終維持和平關係。後來馬佐夫舍公爵康拉德一世也參與和平協定。而這個和平協定也促成波蘭王公共同參與普魯士十字軍運動，然而由於1222年、1223年普魯士十字軍兩度失敗，因此亨里克一世便提議邀請條頓騎士團前來助戰，這最終在1226年由馬佐夫舍公爵康拉德一世接納，並邀請條頓騎士團進入波蘭。
1223年，皮亞斯特王公們的聯盟終於瓦解，瓦迪斯瓦夫·奧登尼茨與波美拉尼亞公爵斯威托佩克二世攜手奪取了烏伊希切，與瓦迪斯瓦夫三世爆發直接衝突。1225年，亨里克一世趁著瓦迪斯瓦夫三世深陷戰火之機，違約地奪取克拉科夫，因而打破了與瓦迪斯瓦夫三世的聯盟。不過，亨里克一世沒能在克拉科夫站穩腳跟，便因為盧布斯卡為，圖林根領地伯爵路德維希四世入侵，而匆匆退出克拉科夫。1229年圖林根領地伯爵路德維希四世死後，他的繼任者亨利‧拉斯佩將其對盧布斯卡的權力轉讓給馬格德堡大主教阿爾布雷希特一世‧馮‧卡芬堡後，亨里克一世未有徵得瓦迪斯瓦夫三世的同意，便順利地將這個區域併入他的公國之中。

## 甘薩瓦慘劇（英语：Gąsawa massacre）

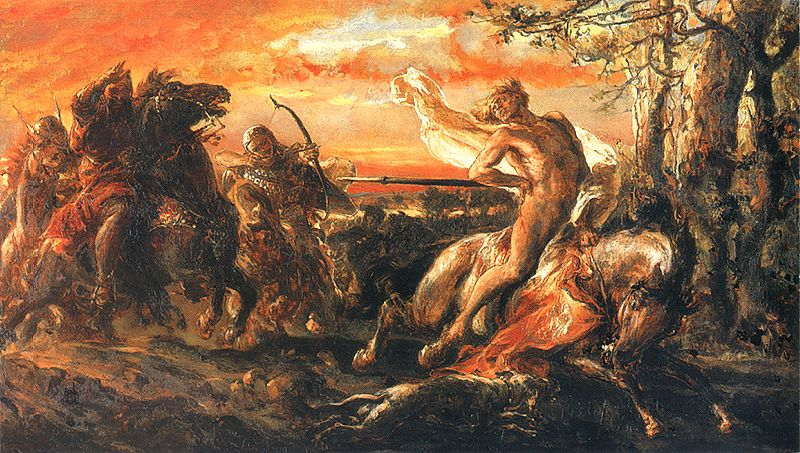
白公爵莱谢克一世之死 (1880年)

經過連年內戰，交戰各方都備感疲倦，1227年波蘭大公萊謝克一世在甘薩瓦召開王公大會，以解決領土糾紛。瓦迪斯瓦夫·奧登尼茨、亨里克一世、康拉德一世紛紛與會，對這場會議最感興趣的瓦迪斯瓦夫三世卻因故遲到。11月24日早晨，就在眾王公等待其與會的期間，斯威托佩克二世的人馬在瓦迪斯瓦夫·奧登尼茨的接應下，趁著這些王公入浴之際，對這些手無寸鐵的王公們發起襲擊，亨里克一世在這次襲擊中受了重傷，幸賴部將維森堡的邦特韋德拉（Peregrinus of Wiesenburg）捨身護衛，方得逃過死劫。萊謝克一世雖然裸身逃走，但他是刺客們的目標，因此為刺客窮追不捨，終於被殺身亡。萊謝克一死，波蘭大公寶座爭奪戰又再次展開。亨里克一世選擇支持瓦迪斯瓦夫三世擔任波蘭大公，而瓦迪斯瓦夫三世也因為瓦迪斯瓦夫·奧登尼茨對他的反叛，不得不親自坐鎮大波蘭，於是他為了回報亨里克一世對他的支持，便委任亨里克一世坐鎮克拉科夫，擔任總督代行政務。

## 克拉科夫大公
1228年，亨里克一世與馬佐維亞公爵康拉德一世之間爆發戰爭。起初亨里克一世在幾場戰鬥中獲得勝利，然而作為克拉科夫總督的他，卻因為難以壓服克拉科夫貴族，而使得局勢轉趨不利。1229年，亨里克一世便與康拉德相會於史比高維茲，會議中雙方發生爭吵，隨後康拉德的騎士便趁一團混亂之機，打傷了亨里克一世的人馬，並將亨里克一世俘擄走。成為階下囚後，他的兒子亨里克二世很快地便被推舉為西利西亞公國的監國。康拉德一世在排除瓦迪斯瓦夫三世的盟友後，便是趁機進攻大波蘭，隨後更進入克拉科夫，取得波蘭大公的地位。與此同時，亨里克二世則力保西利西亞公國的獨立，並試圖重新掌握小波蘭。亨里克一世最終在其妻海德薇加‧德‧安德希斯(Hedwig von Andechs)的奔走下，在向天發誓不與康拉德一世為敵後，獲得釋放。不過由於亨里克一世是被迫發誓，因此他很快地就請求教宗幫助解除誓言，迅速與瓦迪斯瓦夫三世結盟共同對抗康拉德一世。1231年他們攜手發起反攻，起初戰爭進行得十分順利，但瓦迪斯瓦夫三世卻意外在格涅茲諾城下被刺身亡，亨里克一世於是便繼承了他在大波蘭的權位。不過即使如此，他還是將他的目光放在小波蘭。
1232年，亨里克一世開始打算奪回大波蘭，然而最終因為瓦迪斯瓦夫·奧登尼茨背後有教會支持，加上西利西亞貴族的不支持，因此他沒能拿下大波蘭。不過，與此同時他則擺脫了在小波蘭的戰爭。1233年，亨里克一世與馬佐維亞公爵康拉德一世議和，亨里克一世以放棄謝拉茲與文奇察兩地，換取康拉德一世承認他對克拉科夫的統治，並承認他的波蘭大公之位。
1234年夏，鑑於瓦迪斯瓦夫·奧登尼茨為了進一步取得教會的合作，而在不理會貴族反對下，將其部分王室特權讓給了格涅茲諾大主教佩烏卡，因而讓貴族們對他感到失望。亨里克一世於是趁機重謀大波蘭瓦迪斯瓦夫·奧登尼茨不敵，在教會穿針引線下，瓦迪斯瓦夫·奧登尼茨與他議和，亨里克一世取得大波蘭大半領土，同時他的兒子亨里克二世也被推上大波蘭公爵寶座。然而，雖然亨里克一世幾乎統合了波蘭各公國，但他真正能完全掌握的還是只有根本之地的下西利西亞公國。為了進一步掌握波蘭各公國，亨里克一世努力地與波蘭貴族協調，以使其子嗣日後得以繼承他的地位，同時他為了謀取波蘭王位，促使他開始與神聖羅馬帝國皇帝腓特烈二世建立關係。不過，他的努力最終因為他和教會關係與天不假年，最終只能無疾而終。1238年3月19日，亨里克一世於奧得河畔克羅斯諾辭世。死後，其子亨里克二世接續了他的地位。